# Simindeoghui
Simindeoghui (시민덕희, comercialitzada internacionalment com a Citizen of a Kind) és una pel·lícula dramàtica criminal de Corea del Sud del 2024 dirigida per Park Young-ju, protagonitzada per Ra Mi-ran, Gong Myung, Yeom Hye-ran, Park Byung-eun, Jang Yoon-ju, Lee Moo-saeng i Ahn Eun-jin. Es basa en la història real de Kim Seong-ja, propietari d'una bugaderia a Hwaseong, Gyeonggi, que va atrapar el cap d'una organització de vishing el 2016. Va ser llançat el 24 de gener de 2024.

## Argument
Deok-hee busca un préstec a causa d'un incendi a la seva bugaderia. El banc truca i ofereix un generós préstec per avançat perquè l'agafi immediatament. Ella se sorprèn més tard en adonar-se que és víctima d'un esquema de vishing. Deok-hee perd desenes de milers de dòlars i acaba al carrer amb els seus fills. Un dia, el visher que la va enganyar, Jae-min, torna a trucar per avisar a Deok-hee de l'organització criminal que el va tancar. Tot i que la policia ha renunciat al seu cas, Deok-hee vola directament a Qingdao amb els seus companys de feina per rescatar Jae-min i recuperar els diners.

## Repartiment
- Ra Mi-ran com a Kim Deok-hee, que va perdre desenes de milions de wons a l'instant a causa d'un missatge de veu enviat i es va proposar localitzar la persona responsable.
- Gong Myung és Kwon Jae-min, un informant secret que informa a Deok-hee sobre l'organització de vishing.
- Yeom Hye-ran és Bong-rim, la companya de feina i amiga de Deok-hee que és ràpida i l'ajuda tant materialment com espiritualment. És d'ascendència coreana-xinesa.
- Park Byung-eun és Park Hyeong-sik, un detectiu de l'equip d'intel·ligència que està un pas per darrere de Deok-hee tant en la investigació com en la detenció.
- Jang Yoon-ju és Sook-ja, un personatge que mostra una empenta imparable igual que la Deok-hee, i li dóna suport fermament a l'hora de localitzar el líder del vishing.
- Lee Moo-saeng com a Oh Myung-hwan, el cap d'una organització xinesa de vishing que controla centenars de milers de milions de dòlars.
- Ahn Eun-jin és Ae-rim, la germana petita de Bong-rim que viu a Qingdao.
- Lee Joo-seung és Kyeong-cheol, un membre de l'organització de vishing que està contemplant si escapar o quedar-se a l'empresa de vishing per la qual va sol·licitar.
- Sung Hyuk com a Dae-woo, membre de l'organització de vishing.
- Kim Yool-ho com el detectiu Kim, un detectiu de l'equip d'intel·ligència que, juntament amb Detective Park, rastreja organitzacions de vishing.
- Seo Ji-hoo com el detectiu Shin, un detectiu jove de l'equip d'intel·ligència de Detectiu Park.

## Producció
La fotografia principal va començar el setembre de 2020 i va acabar el desembre de 2020.

## Recepció

### Taquilla
El 4 de febrer de 2024, Citizen of a Kind ha recaptat 5,8 milions de dòlars amb un total de 837.959 entrades venudes.

## Reconeixements
| Cerimònia de premi   | Any  | Categoria                | Nominat / Terball | Resultat | Ref.  |
| -------------------- | ---- | ------------------------ | ----------------- | -------- | ----- |
| Baeksang Arts Awards | 2024 | Millor director novell   | Park Young-ju     | Nominat  | [ 4 ] |
| Baeksang Arts Awards | 2024 | Millor actriu            | Ra Mi-ran         | Nominat  | [ 4 ] |
| Baeksang Arts Awards | 2024 | Millor actriu secundària | Yeom Hye-ran      | Nominat  | [ 4 ] |
| Baeksang Arts Awards | 2024 | Gucci Impact Award       | Citizen of a Kind | Nominat  | [ 4 ] |